# Jim Kirby
James B. Kirby, född 28 september 1884, död 9 juni 1971, var en amerikansk uppfinnare, mest känd för sin Kirby dammsugare, som kom ut på marknaden (USA) 1914 och i Sverige 1989.

## Fotnoter
1. ↑  Find a Grave, läs online, läst: 30 augusti 2019.[källa från Wikidata]